# Orthographie-Übereinkommen Portugiesisch 1990

Blau: Länder und Regionen mit Portugiesisch als Amtssprache

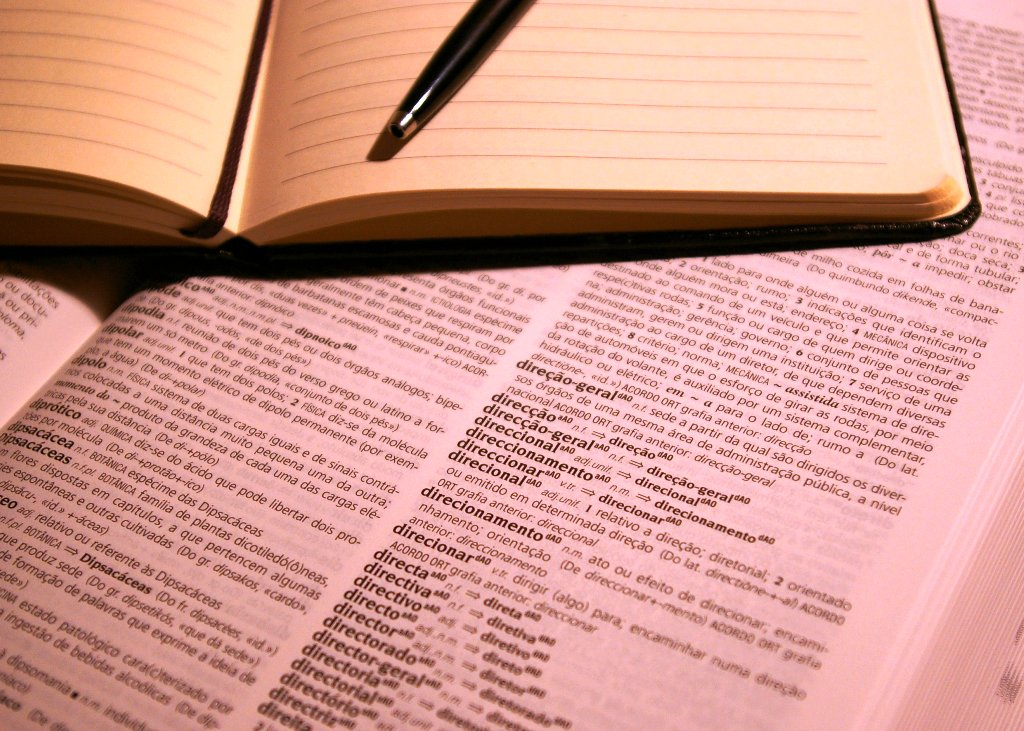
Neues Wörterbuch

Das Orthographie-Übereinkommen Portugiesisch 1990 (portugiesisch Acordo Ortográfico de 1990) ist ein im Jahr 1990 unterzeichnetes internationales Abkommen, das eine vereinheitlichte Orthographie des Portugiesischen herstellen sollte, das in der Gemeinschaft der Portugiesischsprachigen Länder benutzt wird. Es wurde von offiziellen Repräsentanten aus Angola, Brasilien, Kap Verde, Guinea-Bissau, Mosambik, Portugal und São Tomé und Príncipe in Lissabon am 16. Dezember 1990 unterzeichnet. Nach seiner Unabhängigkeit trat auch Timor-Leste im Jahr 2004 bei. Im Verlauf der Verhandlungen zu dem Abkommen war auch eine Beobachterdelegation aus Galicien anwesend.
Das Übereinkommen sollte dem Bestehen von zwei unterschiedlichen Rechtschreibnormen ein Ende setzen, die in Brasilien einerseits und Portugal sowie den anderen lusophonen Ländern andererseits galten, um so auch, wie es im Artikel 1 des Abkommens heißt, das internationale Ansehen der portugiesischen Sprache zu erhöhen.
Die Übernahme der neuen Rechtschreibung wird in Portugal, den portugiesischsprachigen Ländern Afrikas, Timor-Leste und Macau ungefähr 1,6 % der Wörter betreffen und etwa 0,5 % aller Wörter im Brasilianischen.
Die Annahme des Übereinkommens wurde im Konsens zwischen Linguisten, Philologen, Akademikern, Journalisten, Schriftstellern, Übersetzern und Persönlichkeiten aus den Bereichen der Künste, der Universitäten, der Politik und der Wirtschaft der verschiedenen Länder herbeigeführt.
| Frühere Orthographie in Portugal, Afrika und Asien                                                                                   | Frühere Orthographie in Brasilien                                                                                                   | Vereinheitlichte Orthographie | Übersetzung |
| --- | --- | --- | --- |
| De facto, o português é actualmente a terceira língua europeia mais falada do mundo.                                                 | De fato, o português é atualmente a terceira língua européia mais falada do mundo.                                                  | De facto/fato, o português é atualmente a terceira língua europeia mais falada do mundo.                                                   | Portugiesisch ist gegenwärtig die auf der Welt am dritthäufigsten gesprochene europäische Sprache.                                       |
| Não é preciso ser génio para saber que o aspecto económico pesa muito na projecção internacional de qualquer língua.                 | Não é preciso ser gênio para saber que o aspecto econômico pesa muito na projeção internacional de qualquer língua.                 | Não é preciso ser génio/gênio para saber que o aspeto/aspecto económico/econômico pesa muito na projeção internacional de qualquer língua. | Man muss kein Genie sein, um die wirtschaftliche Bedeutung zu erkennen, die die internationale Verbreitung jeder Sprache hat.            |
| Não há nada melhor do que sair sem direcção, rumando para Norte ou para Sul, para passar um fim-de-semana tranquilo em pleno Agosto. | Não há nada melhor do que sair sem direção, rumando para norte ou para sul, para passar um fim de semana tranqüilo em pleno agosto. | Não há nada melhor do que sair sem direção, rumando para norte ou para sul, para passar um fim de semana tranquilo em pleno agosto.        | Es gibt nichts Besseres, als ohne Richtung loszufahren, ob nach Norden oder Süden, um Mitte August ein ruhiges Wochenende zu verbringen. |
| Dizem que é uma sensação incrível saltar de pára-quedas pela primeira vez em pleno voo.                                              | Dizem que é uma sensação incrível saltar de pára-quedas pela primeira vez em pleno vôo.                                             | Dizem que é uma sensação incrível saltar de paraquedas pela primeira vez em pleno voo.                                                     | Es heißt, es sei ein unglaubliches Gefühl, zum ersten Mal aus vollem Flug mit dem Fallschirm abzuspringen.                               |

Die Regeln des 1990er-Abkommens sind bislang (Stand: Januar 2016) in Brasilien, Kap Verde und Portugal verbindlich in Kraft; ihre Übernahme ist auch in den übrigen lusophonen Ländern im Gange.